# Catherine Dubois
Catherine Dubois (née le 29 juillet 1995) est une joueuse canadienne de hockey sur glace, actuellement membre de la Victoire de Montréal dans la Ligue professionnelle de hockey féminin (LPHF). Elle est la première joueuse des Carabins de Montréal invitée à un camp de l'équipe nationale senior canadienne.

## Carrière
Dubois joue dans des équipes masculines jusqu'à l'âge de 15 ans. Au Cégep, elle joue pour les Titans du Cégep Limoilou, où elle remporte une bourse de la Fondation de l'athlète d'excellence du Québec grâce à son potentiel pour devenir une athlète olympique,.
Après avoir obtenu son diplôme, elle étudie à l'Université de Montréal, jouant pour le programme de hockey sur glace féminin des Carabins de Montréal, refusant plusieurs offres de programmes de la NCAA,,. Au cours de 94 matchs U Sports, elle marque 62 points. Après avoir été hospitalisée et avoir manqué certaines parties de la saison 2016-2017 en raison d'une insuffisance rénale, elle prévoit prendre sa retraite du hockey mais décide de revenir à la fin de l'été,. En février 2018, elle marque le but gagnant en prolongation pour amener les Carabins en finale du Québec contre Concordia.
Elle est sélectionnée pour intégrer l'équipe de Montréal de la PWHPA en octobre 2020.